# Guy Brett
Guy Brett (Richmond, Yorkshire, 18 de Outubro de 1942) é um famoso crítico de arte e curador, com uma longa lista de trabalhos em ambas as áreas, trabalhos esses nos quais apresenta uma visão muito sua, interessando-se sobretudo pela produção de caráter experimental, com base em critérios de conviviência com os artistas e as suas obras. É tido como um dos maiores responsáveis na divulgação dos artistas latino-americanos e no incremento da arte cinética da década de 60 na Europa e América Latina.

## Percurso Profissional
Inicia o seu percurso profissional como crítico de arte nos jornais ingleses The Guardian (1963-1964) e The Times (1964-1975). Ainda na década de 60 destacou-se como co-fundador do Centre for Advanced Creative Study em Londres (1964) e do Project 84, um grupo de discussão de arte e ciência(1969). Foi também co-fundador, já nos anos 70, do grupo Artists for Democracy (1974-1977), bem como conselheiro editorial da Macula, em Paris (1976), tendo, no mesmo ano, tomado posse como consultor de Artes Visuais na Greater London Arts Association (1976-1978). Entre 1979 e 1980 leciona como Professor convidado no Goldsmiths College, em Londres, passando, no ano seguinte a editor de Artes Visuais em Londres, cargo que ocupa até 1983. Fez também parte do Conselho editorial da Third Text (1987) e exerceu o cargo de examinador externo na Chelsea School of Art, em Londres (1991-1993). No final da década de 90, foi ainda membro do Arts Council Colltion Purchasing Commitee.
Do seu percurso profissional contam-se também as participações que teve como orador em faculdades de arte e conferências em países como Argentina, Bélgica, Brasil, Canadá, Cuba, Espanha, Estados Unidos da América, França, Holanda, Itália, México, Portugal, Reino Unido e Venezuela.

### Edições
Enquanto crítico de arte escreveu para publicações especializadas na àrea das artes, a saber: Archis, Art in America, Artforum, Art Monthly Artscribe, Art & Text,Black Phoenix, Block, Cahier Witte de With,C. Magazine, Les Cahiers du MNAM, Macula, Parkett, Performance Magazine, Revista de Crítica Cultural, Signals,Studio International, Third Text e Trans.
Para além destas publicações, destacam-se no seu percurso os textos sobre artistas, como os ensaios monográficos que redigiu sobre Araeen, Derek Boshier, Lygia Clark, Eugenio Dittborn, Rose Finn-Kelcey, Tina Keane, Victor Grippo, Brion Gysin,Susan Hiller, Ghisha Koenig, David Medalla, Hélio Oiticica, Lygia Pape, Aubrey Williams, entre outros.
Entre os seus vários escritos literários contam-se obras como Kinetic Art: the Language of Movement (1968), Through Our Own Eyes: Popular Art and Modern History (1986), Transcontinental (1990), Exploding Galaxies: The Art of David Medalla (1995), Mona Hatoum (1997), Force Fields: An Essay on the Kinetic Art (2000), Li Yuan-chia: tell me what is not said yet (2001), Carnival of Perception: Selected Writings on Art (2004), Brasil Experimental: Arte/Vida Proposições e Paradoxos (2005) e Oiticica in London (2007).

### Exposições
Enquanto curador, Guy Brett tem também um percurso muito rico, com vários trabalhos de curadoria em museus, entre os quais:
- In Motion, exposição internacional para o Conselho de Artes da Grã-Bretanha (1966);
- Hélio Oiticia, para o South Bank Center;
- Transcontinental: Nove artistas latino-americanos, na Galeria Ikon, em Birmingham e na Cornerhouse, em Manchester (1990);
- Hélio Oiticica, exposição com lugar na Witte de With, em Roterdão, no Jeu de Paume, em Paris, e em outros locais, na qual participou como membro de uma equipa de curadores (1993);
- The Airmal Paintings of Eugenio Dittborn, no Institute of Contemporary Art, em Londres (1993);
- Out of Actions: Betweeen Performance and the Object, no Los Angeles Museum of Contemporary Art (1998);
- Force Fields: phases of the Kinetic, no Museu d'Arte Contemporani de Barcelona e Hayward Galçlery, em Londres (2000).